# Ernesto Klem
Ernesto Klem (* 5. März 2001 in Den Haag) ist ein niederländischer Eishockeyspieler, der seit 2021 bei Hijs Hokij Den Haag in der BeNe League unter Vertrag steht.

## Karriere

### Clubs
Ernesto Klem begann seine Karriere als Eishockeyspieler bei Hijs Hokij Den Haag in seiner Geburtsstadt. Bereits als 15-Jähriger debütierte er in der belgisch-niederländischen BeNe League bei den Dordrecht Lions. 2016 wechselte er zu den Heerenveen Flyers. 2017 gewann er mit dem Team die BeNe League und den niederländischen Meistertitel. 2019 wurde er mit der Bennie-Tijnagel-Trofee als bester Nachwuchsspieler der Niederlande ausgezeichnet. Anschließend wechselte er nach Deutschland, um in der U20 der Eisbären Berlin in der Deutschen Nachwuchsliga zu spielen. 2021 kehrte er zu seinem Stammverein Hijs Hokij Den Haag in die BeNe League zurück.

### International
Klem nahm mit der niederländischen Mannschaft an den U18-Weltmeisterschaften 2017 und 2019, als er zum besten Abwehrspieler des Turniers gewählt wurde, sowie an der U20-Weltmeisterschaft 2019 jeweils in der Division II teil.
Mit der Herren-Nationalmannschaft seines Landes nahm er erstmals an der Weltmeisterschaft 2019 in der Division I teil, als er das 1:0 der Niederländer beim 1:8 gegen Polen erzielte. Zudem vertrat er seine Farben bei der Qualifikation für die Olympischen Winterspiele in Peking 2022.

## Erfolge und Auszeichnungen
- 2017 Gewinn der BeNe League mit den Heerenveen Flyers
- 2017 Niederländischer Meister mit den Heerenveen Flyers
- 2019 Bennie-Tijnagel-Trofee

### International
- 2019 Bester Verteidiger bei der U18-Weltmeisterschaft der Division II, Gruppe B

## BeNe-League-Statistik
(Stand: Ende der Spielzeit 2020/21)